# Buffalo Lake
Buffalo Lake è una città degli Stati Uniti d'America, situata in Minnesota, nella contea di Renville.